# رادیوو
رادیوو (به بلغاری: Radievo) یک منطقهٔ مسکونی در بلغارستان است که در شهرستان دیمیترووگراد واقع شده‌است.